# 석정여자고등학교 (인천)
석정여자고등학교(石井女子高等學校)는 대한민국 인천광역시 남동구 간석동에 있는 공립 고등학교이다.

## 학교 연혁
- 1995년 12월 28일 : 학교 설립 인가(36학급)
- 1996년 11월 18일 : 학교 신축공사 착공
- 1998년 2월 28일 : 학교 교사 신축
- 1998년 3월 1일 : 석정여자고등학교 개교
- 1998년 3월 1일 : 초대 지창호 교장 취임
- 1998년 3월 4일 : 제1회 입학식(624명)
- 2003년 3월 23일 : 체육관(正心館) 준공
- 2007년 8월 31일 : 인조잔디 운동장 조성
- 2011년 3월 12일 : 학교문화 선도학교 운영
- 2012년 3월 1일 : 자율형 창의경영학교 운영(2012년~2014년)
- 2019년 3월 1일 : 2019 교육부지정 자율학교 운영(2019년~2023년)
- 2024년 1월 5일 : 제24회 졸업식(220명) 총 8,731명
- 2024년 3월 1일 : 제11대 임혜정 교장 취임

## 참고 자료
- 석정여자고등학교 - 한국교육학술정보원 학교알리미